# جنگ دوازده‌رخ
جنگ دوازده‌رخ نام سومین جنگ ایران و توران است. در شاهنامهٔ فردوسی به‌طور مفصل به این جنگ حماسی پرداخته شده که یکی از مهم‌ترین پیروزی‌های دوره پادشاهی کیخسرو بر توران است. جنگ دوازده‌رُخ در واقع ادامه جنگ میان ایرانیان و تورانیان بود. در این جنگ، ۱۲ پهلوان برگزیده از ایران با ۱۲ پهلوان از توران مبارزه می‌کنند و گروه پهلوانان ایرانی پیروز می‌شوند. در پایان پیران سردار سپاه توران افراسیاب به دست گودرز سردار سپاه ایران کیخسرو کشته می‌شود.

## ماجرای جنگ

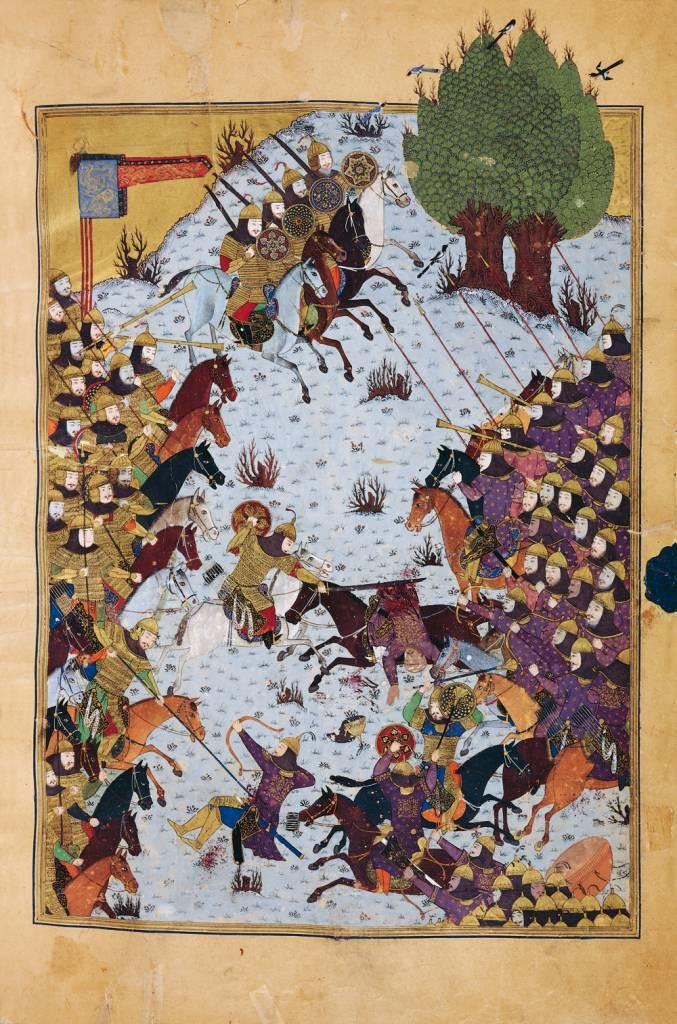
نگاره ای از جنگ دوازده‌رخ در نسخه خطی بایسنقری

یکی از مهم‌ترین جنگ‌های دوره کیانی است که علیه تورانیان رخداده است که با تدبیر پادشاه کیخسرو و فرمانده لشکر ایران به پیروزی ایرانیان منجر شد.دوره ای طولانی بین ایران و توران دشمنی وجود داشت.این جنگ در ادامه جنگی ناکام و اشتباهی بین فرود و توس در همین منطقه بود. 
فردوسی جنگ دوازده رخ  را در 2520 بیت شعر وصف کرده‌است. بعضی کتاب‌های تاریخی دیگر با اندکی تغییر به این جنگ پرداخته‌اند اما اساس داستان شبیه هم می‌باشد. کشف باقی مانده یک کناب به زبان عربی با نام الحرب جودرز و بیران "جنگ گودرز و پیران" ثابت می کند پیش از شاهنامه فردوسی کتابی در مورد جنگ دوازده رخ به پارسی میانه وجود داشته است.  به نوشته شاهنامه، کیخسرو آگاه شد که افراسیاب، شاه توران، سپاهی بزرگ را برای حمله به ایران گرد آورده‌است. کیخسرو برای رایزنی، هنگی تشکیل داد و سرداران خود را فرا خواند و به هر کدام مأموریت ویژه داد. گودرز فرمانده لشکر چهارم ایران مأموریت یافت بسوی توران حرکت کند اما با دیپلماسی و گفتگو و عدم توسل به زور تنش را حل نماید. او از پایتخت با لشکری گران بسوی منطقه جغرافیای نزدیک به توران آمد و  در میانه راه در جایی مناسب کوه زیبد توقف کرد؛ او فرزند خود گیو را همان‌طور که فرمانروای ایران کیخسرو خواسته بودبا دیپلماسی و پیام صلح نزد پیران فرستاد و از افراسیاب و پیران خواست که دست از جنگ افروزی و لجاجت بردارد. 
| بی‌آزار لشکر بفرمان شاه   |  | همی رفت منزل‌به‌منزل سپاه    |
| چو گودرز نزدیک زیبّد رسید |  | سران را ز لشکر همی برگزید. |

## استقرار سپاه در کوه زیبَد
یکی از تدبیرهای فرمانده لشکر ایران که بسیار موثر واقع شد این بود که لشکر با عیور از جغرافیای فعلی استانهای اصفهان یزد و جنوب حراسان فعلی در میانه راه فبل از رسیدن به جغرافیای توران در مکانی مناسب لشکر را متوقف کرد و به آمادگی رزمی و استحکامات و استراحت پرداخت و منتظر آمدن  لشکر توران شد وقتی لشکر توران از راه دور به زیبد رسید خسته و فرسوده بود اما لشکر ایران امادگی کامل چنگی داشت. 
گودرز فرماندهان سپاه را فراخواند و به هر یک دستوراتی داد که عملیات خود را آغاز کنند: نخست فرزند خود گیو را برای مذاکره اعزام کرد بدو گفت که به همراه چند رزمنده  به جیهون نزد پیران برود و پیام کیخسرو را ابلاغ کند و بگوید از همهٔ بدی‌ها و خیانت‌های شما می‌گذریم و جنگ را پدیده‌ای زشت و زیانبار می‌دانیم؛ و بگوید: «ای پیران! می‌دانی که ایرانیان از تو خیانت‌ها دیده‌اند و من به فرمان پادشاه کیخسرو،  به نزد تو آمده‌ام تا با تو بگویم که پادشاه ایران همهٔ جرائم تو را خواهد بخشید و به خاطر مهربانی‌هایی که با سیاوش و کیخسرو و فرنگیس در توران کردی، بدی‌های تو را فراموش کرده‌است و نمی‌خواهد که تو در این جنگ، به دست ایرانیان، جانت را از دست بدهی پس بهتر است شاه توران را از جنگ  منصرف کنی ولی اگر افراسیاب جنگ می خواهد لشکر گودرز در  زیبَد پاسخ کوبنده خواهد داد  .»
پهلوان گیو پس از گفتگوها و رایزنی‌های طولانی با پیران در کنار رود جیحون در شهر ویسه گرد از اراضی بلخ ناامیدانه به اردوگاه لشکر در دامنه کوه زیبد گناباد برگشت. و به پدرش گودرز گفت که افراسیاب تورانی جنگ را انتخاب کرده‌است و هیچ شرطی را نمی‌پذیرند و با لشکری بس گران در حال حرکت به بسوی گناباد هستند. افراسیاب شاه توران به فرمانده خود پیران فرمان داده‌است که همه پهلوانان ایرانی را نابود کند و سوگند خورده‌است:
| نه گودرز باید که ماند نه گیو |  | نه فرهاد و گرگین نه رهام نیو |

گودرز دانا که انتظار چنین پاسخی را از افراسیاب و پیران، چشم داشت. لشکر ایران را در دامنه کوه زیبد آماده رویارویی کرد و با رسیدن لشکر پیران جنگ سختی درگرفت. 
| چو پیران سپاه از گنابد براند |  | بروز اندرون روشنایی نماند   |
| چو دانست گودرز کآمد سپاه     |  | بزد کووس و آمد ز زیبّد براه  |
| ز کوه اندر آمد بهامون گذشت   |  | کشیدند لشکر بران پهن دشت    |
| ز زیبَد همی تاگُنابد سپاه      |  | در و دشت ازیشان کبود و سیاه |
| ز گَرد سپه روز روشن نماند     |  | ز نیزه هوا جز بجوشن نماند   |
| وز آواز اسبان و گَرد سپاه     |  | بشد روشنایی ز خورشید و ماه  |

پنج روز آرایش جنگی دو لشکر رو در روی یکدیگر، ایرانیان در کوه زیبَد و تورانیان در کوه گُنابد هر دو طرف را خسته کرد در نهایت تصمیم می‌گیرند نبرد تن به تن انجام دهند بدین صورت که یک تیم یازده نفری از دلیران هر طرف انتخاب شود و دو به دو بجنگند، یازده سردار ایرانی و یازده سردار تورانی داوطلب جنگ شدند. سرداران ایرانی بدون تلفات حریفان خود را از پای درآوردند و پیروز شدند با کشته شدن یازده پهلوان اصلی لشکر توران، لشکر توران پا به فرار گذاشتند؛ و در نهایت دو نفر به نزد افراسیاب رسیدند و شکست لشکر توران را گزارش دادند. کیخسرو نیز پس از شنیدن خبر پیروزی لشکر ایران بسوی کوه زیبد حرکت کرد و در جشن پیروزی حضور یافت و دستور داد پیران را در ایوانی در دامنه کوه (در صوفه) دفن کنند. این مکان را هنوز ایوان صوفه پیر می‌نامند که در قدیم در انجا مزار و المی مزین به پارچه های رنگی یوده است.

 .

## مسیر حرکت سپاه ایران و توران
بنابر نوشته دکتر محمد عجم در خصوص مسیر رزم سپاه ایران دو نظر وجود دارد یکی نظر تاریخی دوم نظر باستان‌شناسی از نوشته فردوسی بر می‌آید که سپاه ایران از مرکز فعلی ایران حرکت کرده‌است همچنین بنا بر نوشته منهاج سراج در کتاب «طبقات ناصری» ۶۵۸ ق جلد اول در بخش دوره پادشاهان کیانیان صفحه ۱۴۳ سپاه از اصفهان حرکت کرده‌است. باور علمی تر این است که حرکت گودرز از منطقه فارس بوده نقش رستم و پاسارگاد منطقه‌ای است که کیانیان در آنجا بوده‌اند دوم اینکه اگر بپذیریم کیخسرو همان کوروش کبیر است در این صورت نیز کوروش و تمرکز ارتش اصلی ایران بیشتر دوران اقامت خود را در جلگه مرودشت به‌خصوص دشت پاسارگاد گذرانده‌است.
گودرز تنگل و کوه زیبَد را که در میانه راه تا بلخ بود را مکانی مناسب یافت و تدبیر و تاکتیک منتطر رسیدن دشمن را پیش گرفت . تنگل زیبد در سالهای بارانی رودخانه فصلی   و چشمه های پرآب واستحکامات طبیعی مانند قله سرتخت(شهاب شاه نشین) و ایوان صوفه و قلعه زیبد را دارد لشکر گودرز در داخل تنگل زیبد فضای مناسب آب و علوفه و پناه گاه را در اختیار می گیرد و لشکر توران وقتی از راه دور با عبور از  هریرود و دوغارون (دغو) وارد شرق کوه گناباد می شود موقعیت استراتژیک تنگل زیبد را ندارد. 

## پهلوان ایرانی و هماوردان تورانی آنها
در ابتدا بیژن گیو از سپاه ایران، هومان، برادر پیران، از سپاه توران را در نبردی تن به تن می‌کشد. سپس، یازده نبرد تن به تن رخ می‌دهد که در همه آنها سرداران ایرانی به پیروزی می‌رسند.
1. فریبرز کاوس در مقابل کلباد ویسه
2. گیو گودرز و گروی زره
3. گرازه و سیامک تورانی
4. فروهل و زنگله
5. رهام گودرز (روهام) و بارمان
6. بیژن گیو و رویین پسر پیران
7. هجیر دلاور و سپَهرَم
8. زنگه شاوَران و اَخواشت تورانی
9. گرگین میلاد و اندریمان
10. بَرته (بارتا) دلاور ایرانی و کَهرام تورانی کهرام به معنی رام کوچک است. مَهرام به معنی رام بزرگ(رام خدای دین پیشا زرتشتی است خدای آرامش و موزبک و رامش).
11. گودرز و پیران ویسه
12. گستهم پسر گژدهم با لهاک و فرشیدورد[۳]

بیژن، نوهٔ گودرز هم در زیبّد به او می‌پیوندد و در نبردی سخت هومان، برادر پیران، را می‌کشد. این جنگ  ریشه در خون‌خواهی سیاوش داشت.

## مراحل پایانی جنگ
در پایان این جنگ پیران وزیر افراسیاب نیز در همین جنگ با حمله گودرز کشته‌شد.
سرانجام جنگ با پیروزی سپاه ایران به رهبری عالی کیخسرو و فرماندهی میدانی گودرز و با کشته شدن پیران پایان می‌یابد؛ لذا جشن عظیمی در ایران برپا می‌شود. این مهم‌ترین جنگ ایران و توران است که ایران با هزینه کم سپاه مهاجم تورانی را تار و مار می‌کند.
پس از پیروزی هر یازده رخ (پهلوان) ایرانی، در نبرد تن به تن با پهلوانان تورانی، دوازدهمین نبرد نیز میان گستهم پسر گژدهم با لهاک و فرشیدورد تورانی وقوع یافت که این بار نیز پهلوان ایرانی پیروز گشت.

## درس‌ها و پندهای جنگ
جنگ دوازده رخ از نگر قانون جنگ و حقوق بشر در زمان جنگ وتوصیفهای دراماتیک و توجه به خوی و سرشت انسان، یکی از عالی‌ترین داستان‌های شاهنامه است. فردوسی در شرح علت و علل این جنگ و بدی‌ها و خسارات جنگ از قول کیخسرو پندها و اندرزهایی را بیان می‌کند که خواندنی و بسیار شیرین و عبرت آموز است و شباهت زیادی به بندهایی از اساسنامه صلیب سرخ جهانی و معاهدات و کنوانسیون های حقوق جنگ دارد.سابقه جنگهای ایران و توران به توطیه کشته شدن ناجوانامردانه ایرج در دوران فریدون و همچنین کشته شدن سیاوش بر می گردد.
پیش تر شاه ایران ، توس نوذر را با لشگري به سوی توران فرستاد اما توس مغرور  بر خلاف دستور كيخسرو بجای اینکه از مسیر بیابانی به توران برود  راه کوهستانی كلات را که نزدیک تر است در پيش مي گيرد و سر از  منطقه حریم  دژ فرود  در می 
آورد. اشتباهات و غرور مشاوران فرود و توس نوذر باعث جنگی ناخواسته می شود و بطور ناجوانمردانه و ناخواسته فرود که دلسوز ایران بود کشته شد و جنگ  با توران ناکام ماند. اما سرانجام پس از مدتی دوباره وقتی خبر آمادگی رزمی توران و متحدان توران  برای حمله به ایران به کیخسرو رسید دستور داد فورا از متحدان ایران درخواست کمک شود از آذربایجان و هند و خوزی و از  دشت نیزه گزاران دشت نیزه گزاران یا صحرای عرب ربطی به عربستان امروزی نداردبلکه غرب رود فرات تا غزه و مصر را شامل می شود)) نیروی کمکی بخواهند این بار فرماندهی جنگ را به گودرز دانا سپرد و او با تجربه گرانبهای خود جنگ را با تلفات اندک به پیروزی رساند.
.

## جشنواره حماسه دوازده رخ
جشنواره دوازده رخ جشنواره ای است که چند سال است در محل جنگ دوازده رخ در زیبد با نمایش های رزمی و اسب سواری و موسیقی و کنسرت سنتی برگزار می شود این جشنواره سالانه با عنوان" جشنواره حماسه دوازده رخ زیبد" با همت ایران شناسان وانجمن میراث فرهنگی دوارده رخ در رویدادهای ملی کشور ثبت شده است. 
بر اساس گزارش ایسنا  و ایرنا ، سال ۱۳۹۷ دومین جشنواره دوازده رخ در زیبد گناباد با حضور شخصیت‌های علمی ، ادبی و چهره های سرشناس و تعدادی از دیپلمات‌های خارجی مقیم برگزار شد و بازتاب فراوانی در رسانه ها یافت.سال گذشته دکتر محمدجعفر یاحقی که در چهارمین جشنواره زیبد با حضور چهل نفر از فردوسی شناسان سراسر کشور در این جشنواره شرکت کرده بود در سخنان خود گفت روستای زیبد محل جنگ دوازده رخ را می توان به یک مرکز مهم فرهنگی و یک شهر فرهنگی تبدیل کردو درخواست نمود این جشنواره مردمی و غیر دولتی هر سال باشکوه تر بر گزار شود. استاد لباف خانیکی نیز تاکید کرد واقعه دوازده رخ در زیبد گناباد یک حقیقت تاریخی است. 

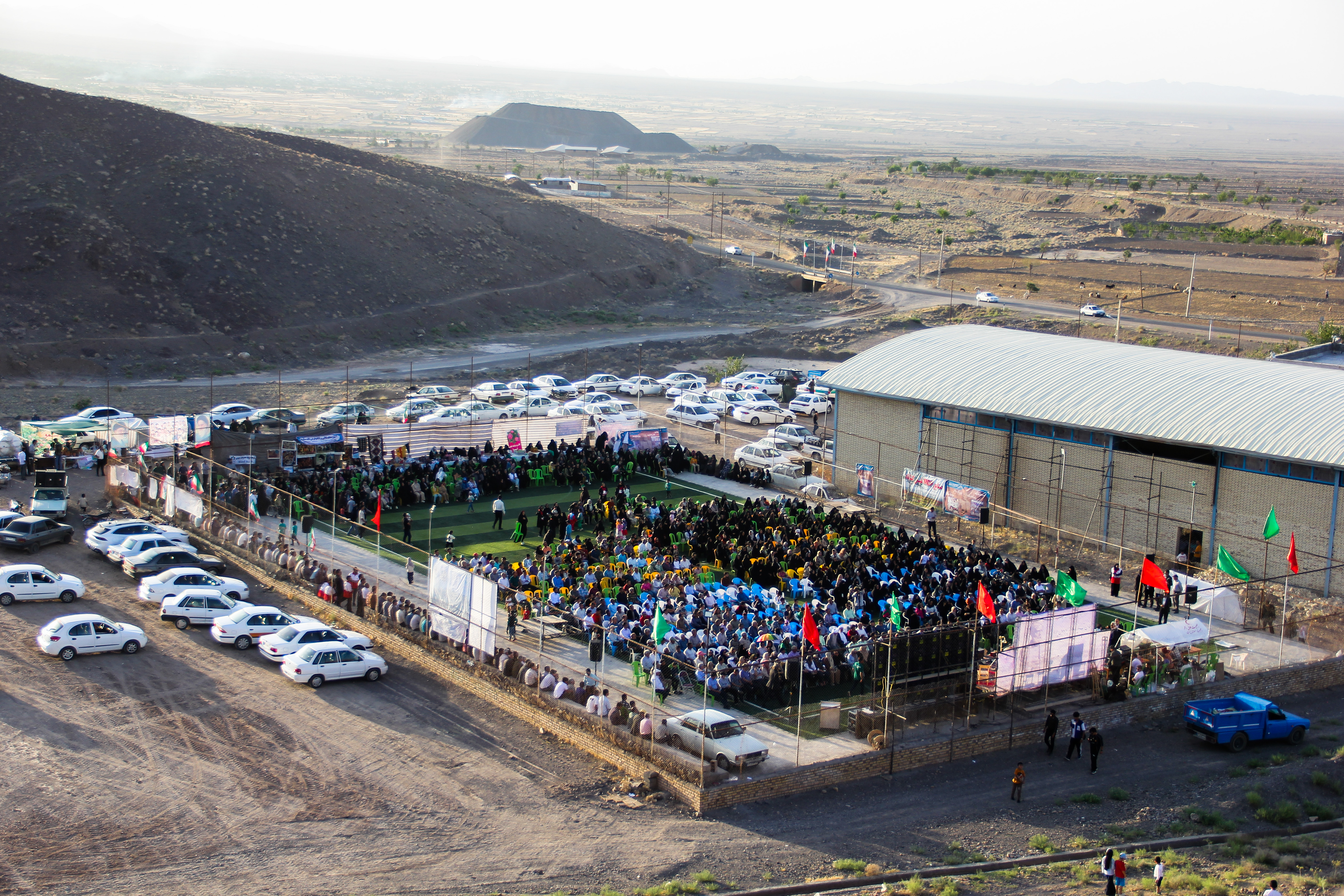
نمای جشنواره از بالای قلعه زیبد.عکاس زهره رضا نژاد

## نگارخانه

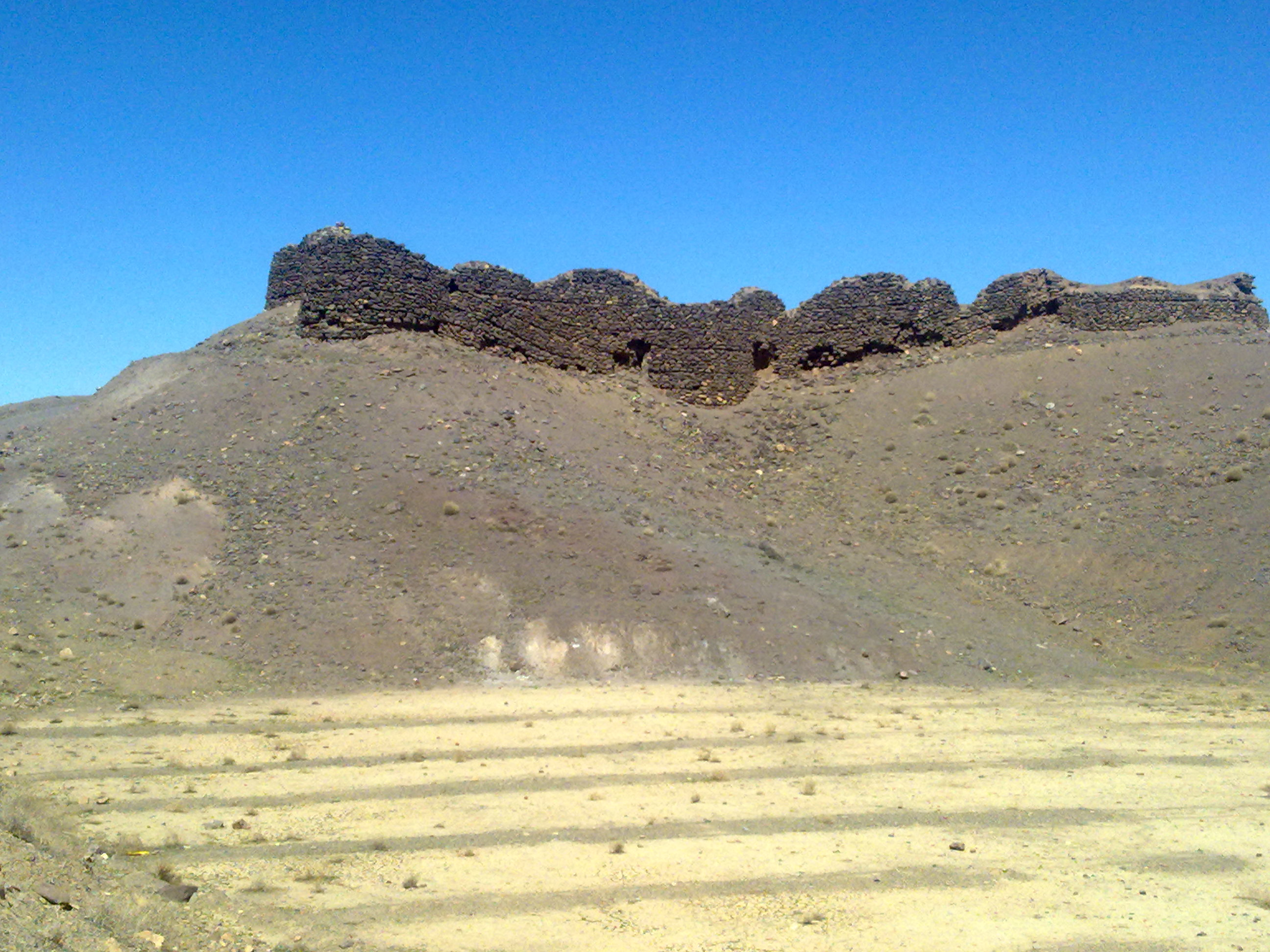
دژ زیبّد.
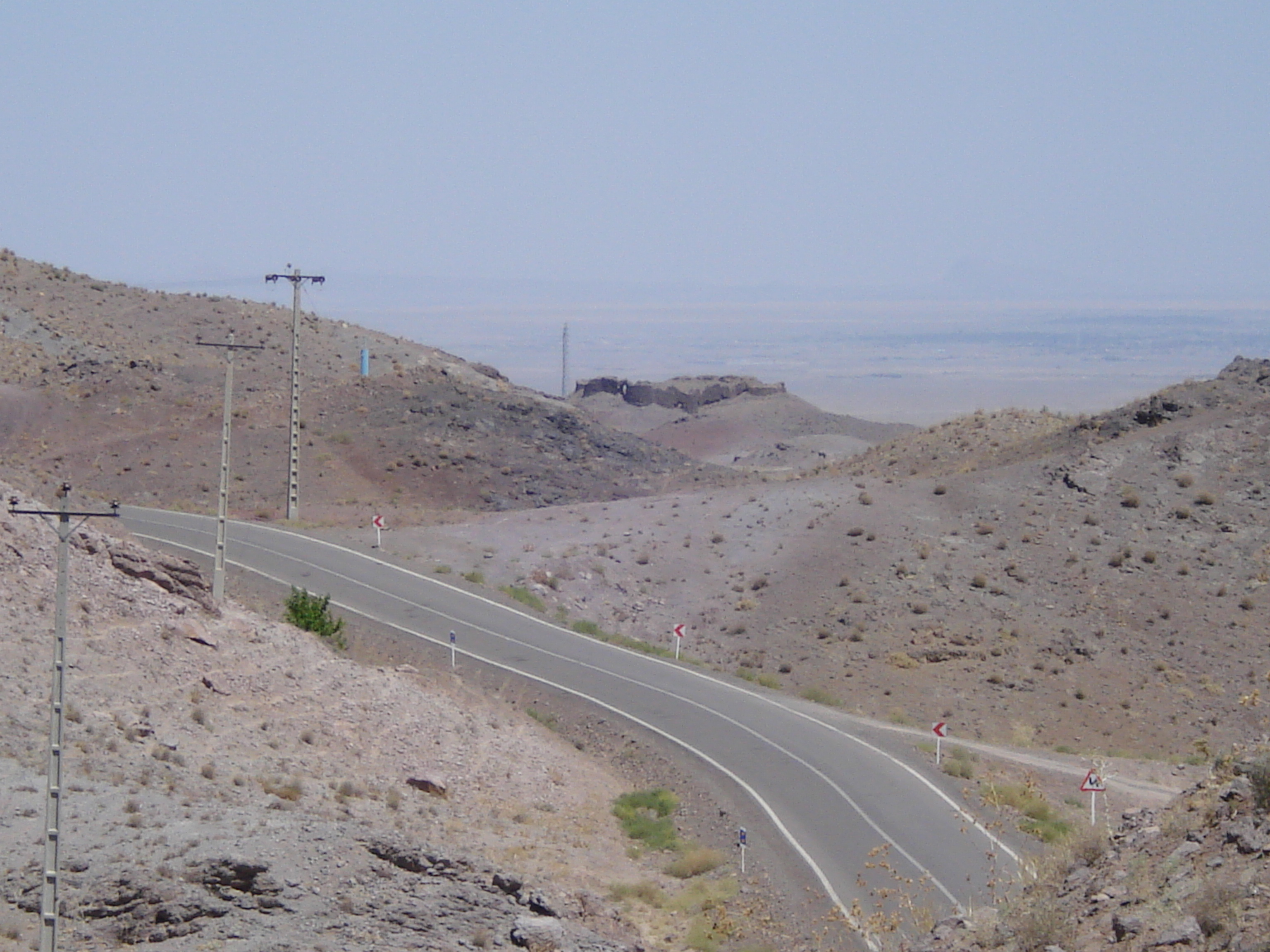
قلعه زیبد
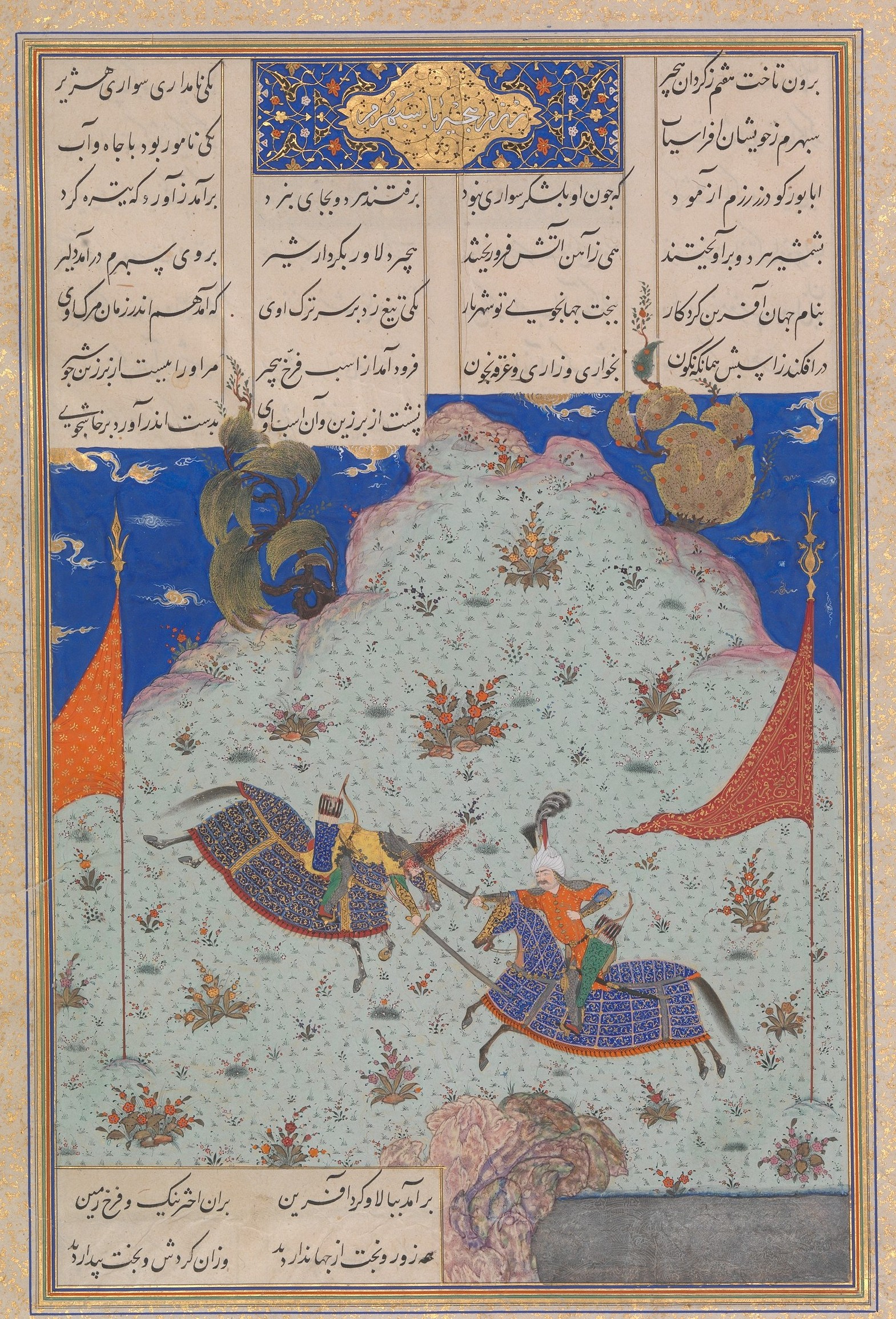
بیژن و رویین
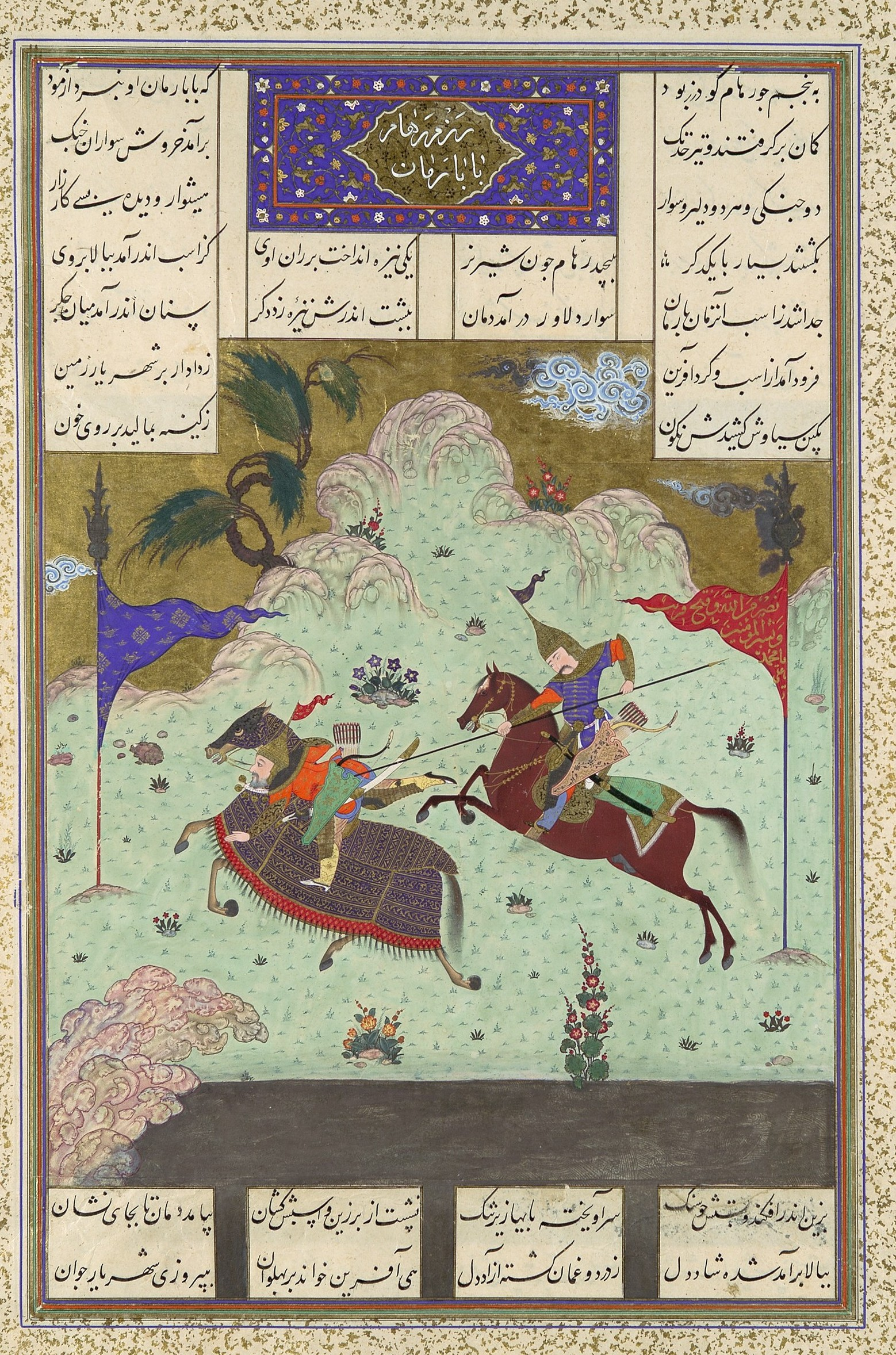
رُهام و بارمان
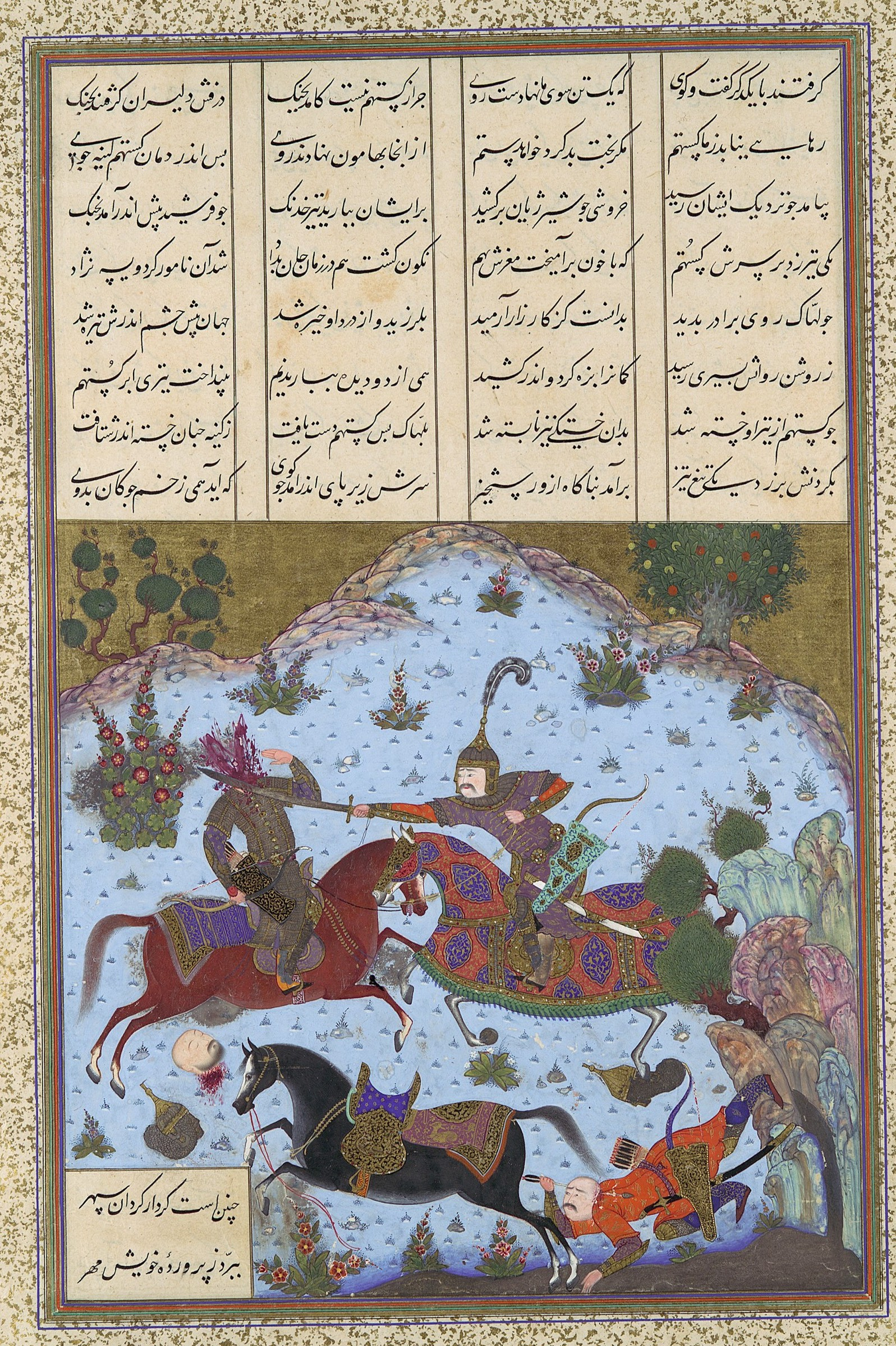
لهاک و فرشیدورد
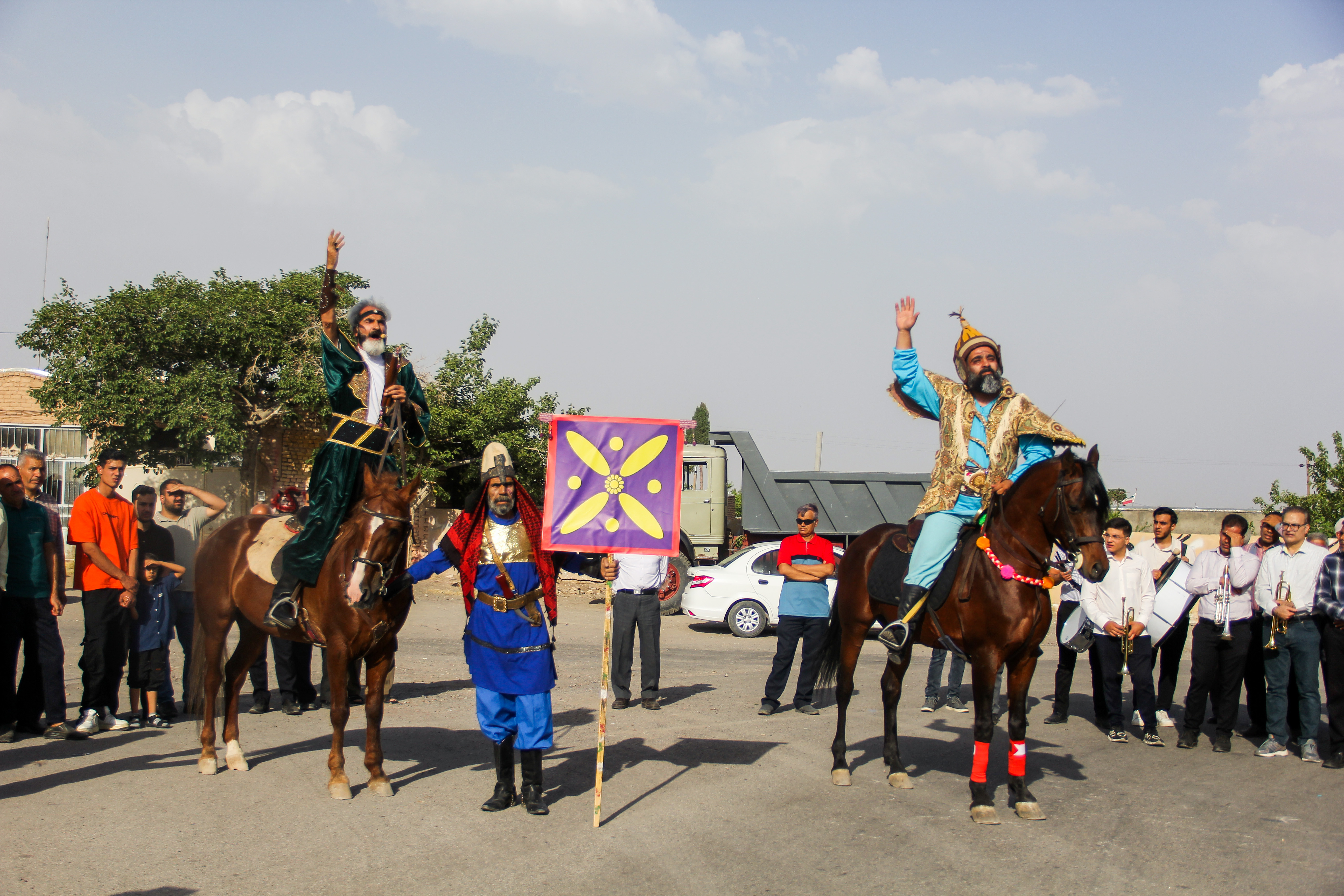
Davazdah Rokh
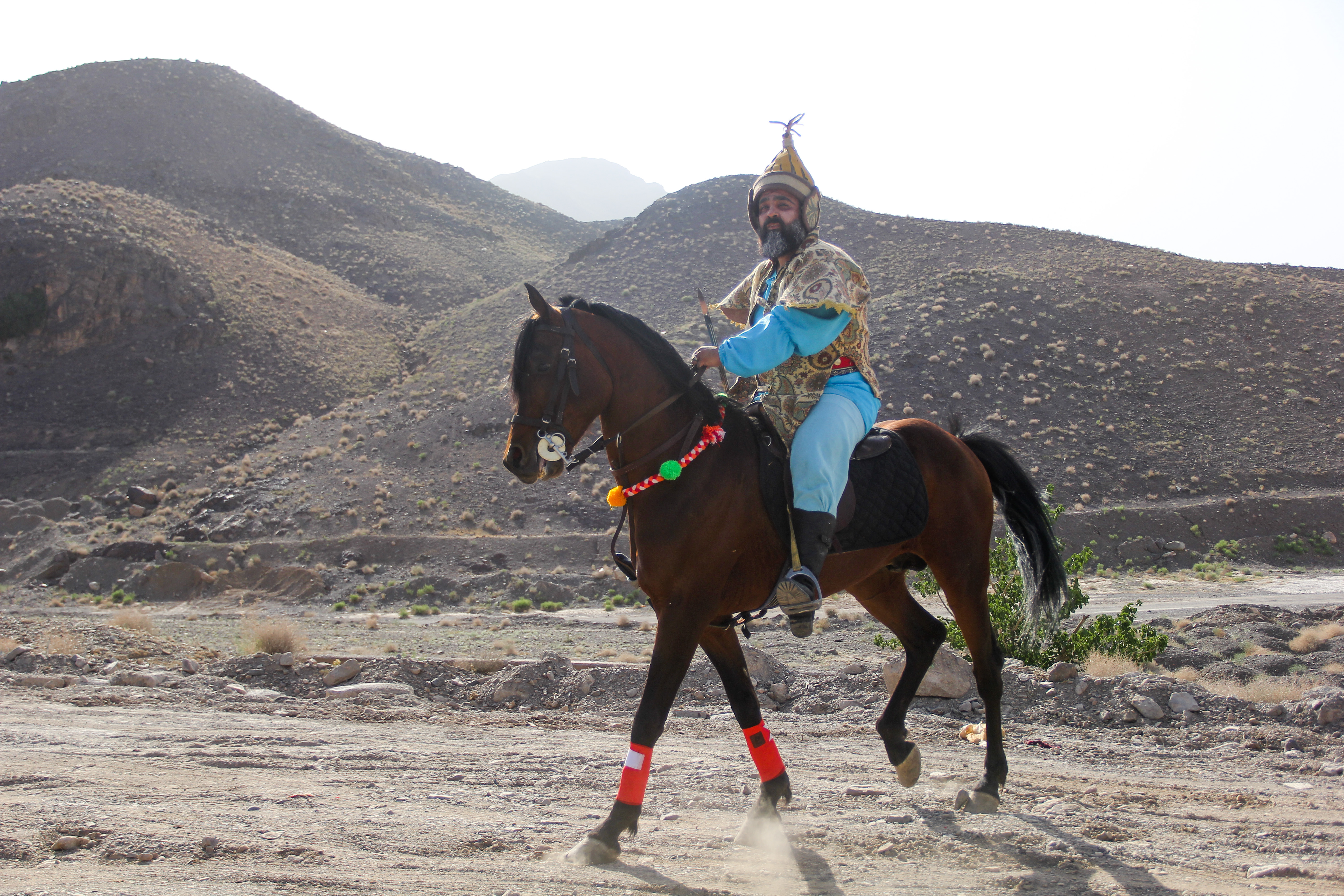
Davazdah Rokh
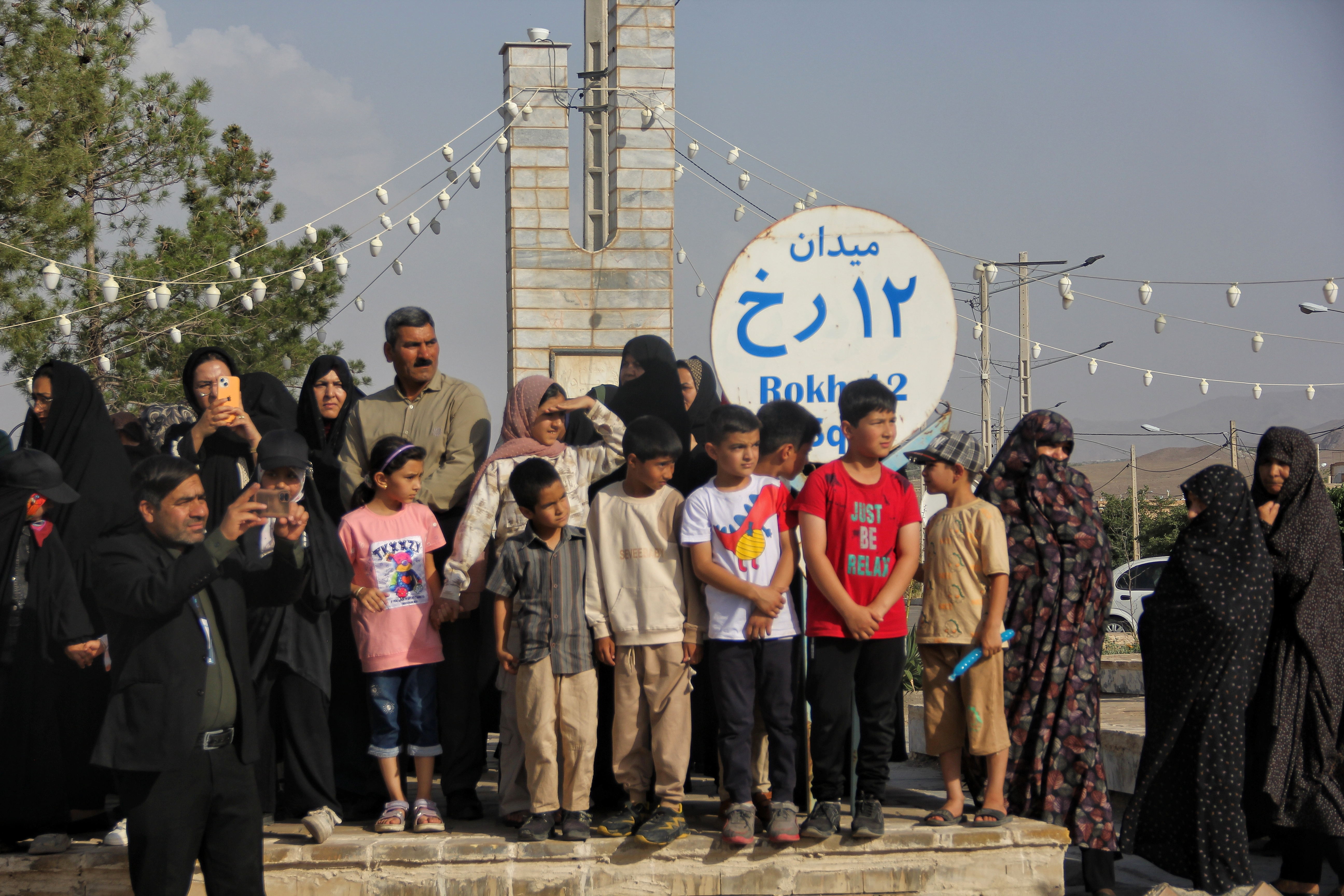
Davazdah Rokh
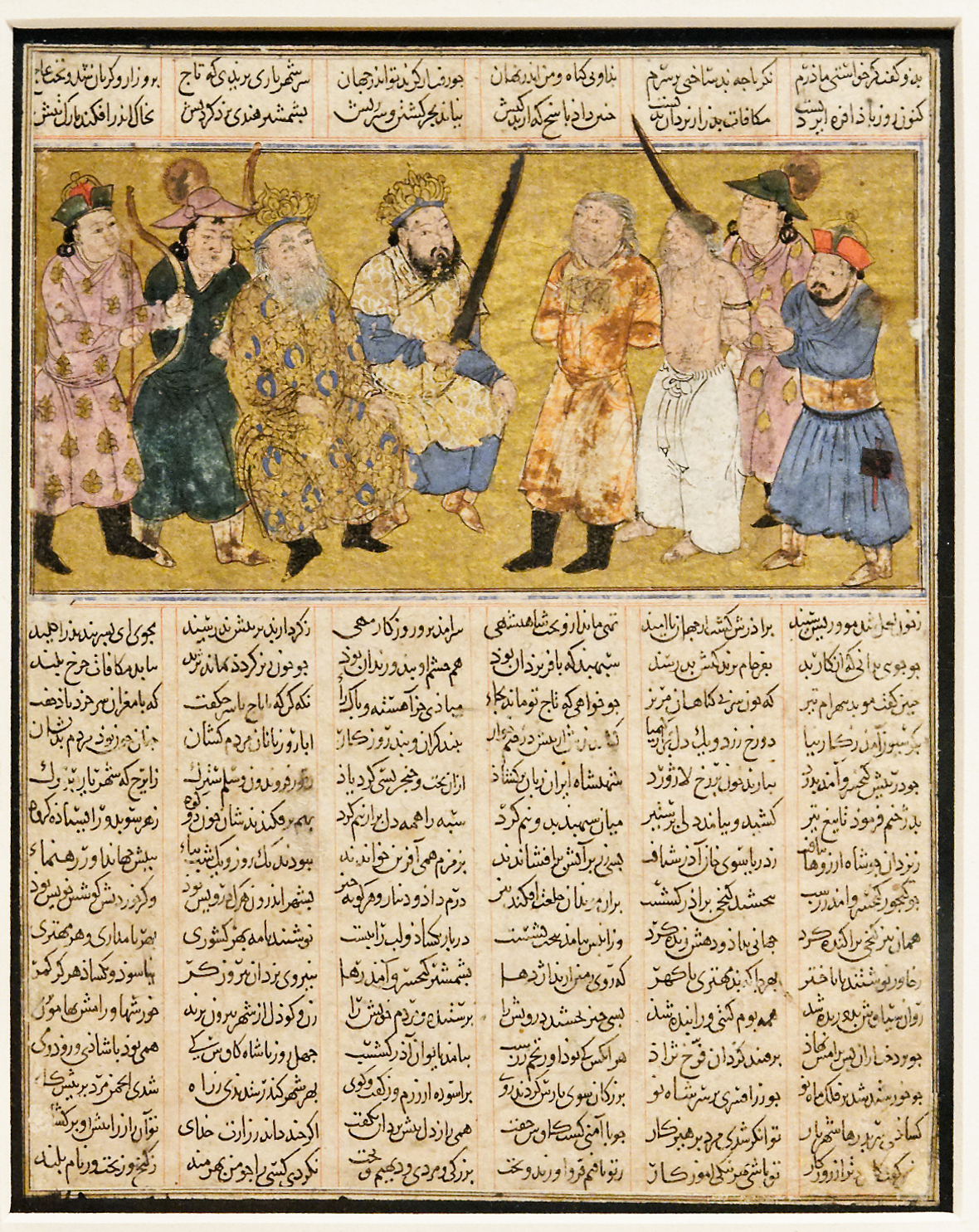
اسارت افراسیاب نزد کیخسرو
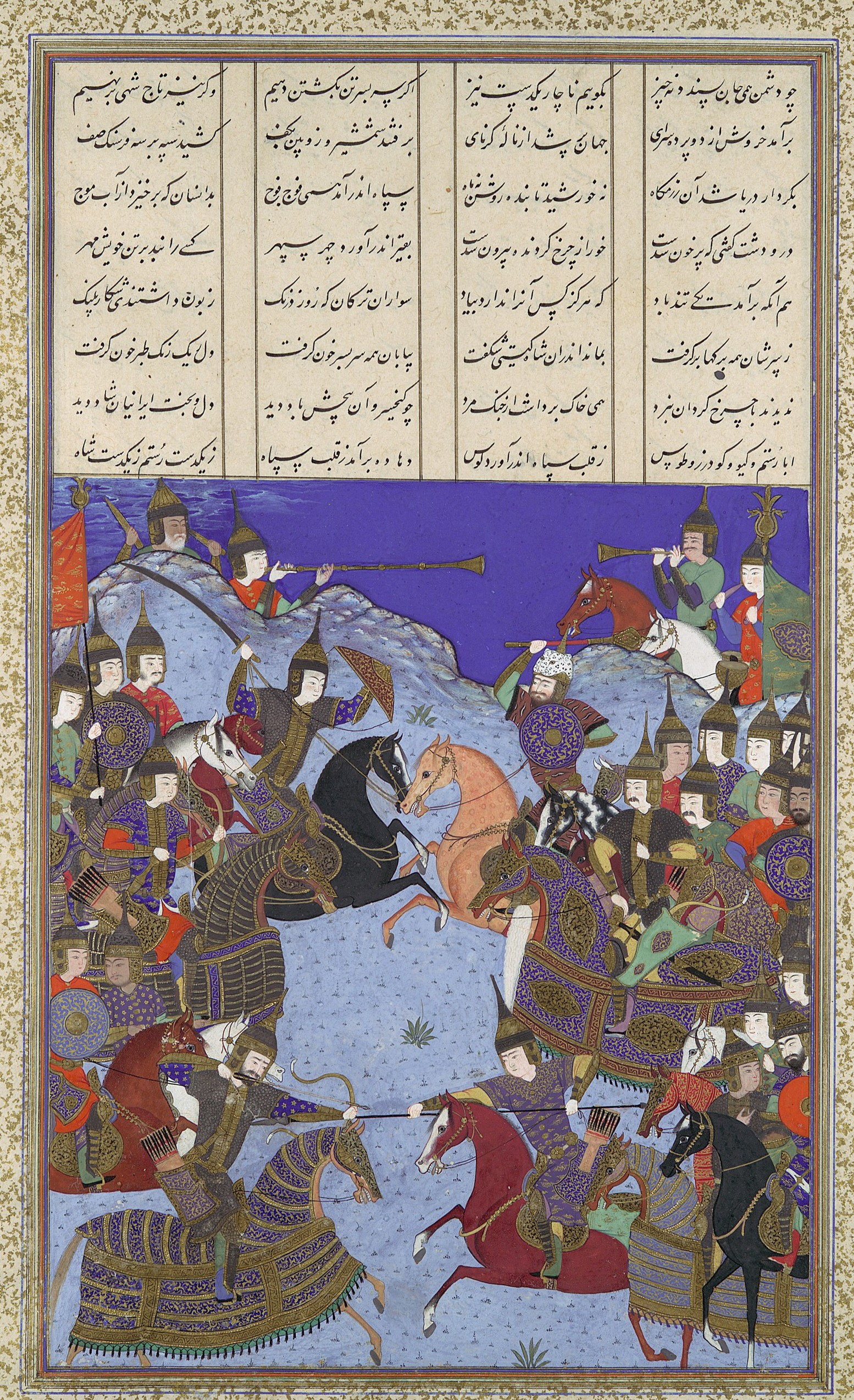
نبرد کیخسرو و افراسیاب
چشم انداز دژ زیبد